# Tomada de Porto Alegre
A Tomada de Porto Alegre foi o marco inicial da Revolução Farroupilha, ocorrido no dia 20 de setembro de 1835, ocorrendo no dia subsequente ao Combate da Ponte da Azenha. Sua data é comemorada desde 1995 como feriado estadual no Rio Grande do Sul e marca também o final da Semana Farroupilha, entre os dias 14 e 20 de setembro.

## História
Após a debandada das forças do Visconde de Camamu no Combate da Ponte da Azenha na noite de 19 para 20 de setembro, os ânimos farrapos estavam exaltados. Na manhã do dia 20 penetraram no perímetro da cidade, sem reação, com adesão da Guarda Nacional e reforço de cerca de 300 homens do capitão Manuel Antunes de Porciúncula (concunhado de Bento Gonçalves), que este propusera para comandar os Permanentes antes de 30 de novembro, no que foi recusado pelo Presidente Braga. Aumentada a pressão, a polícia (chamado Corpo de Permanentes) desertou. O presidente da província, Antônio Braga, procurou reagir no Arsenal de Guerra, porém sem sucesso. A população confraterniza com os farroupilhas após a entrada das forças rebeldes na cidade, e oficiais e soldados aderem aos revoltosos, enquanto outros fogem para os navios livres no porto. No desamparo, Braga embarca na escuna “Rio-Grandense” e ruma para Pelotas à procura de apoio. Lá prende, sob suspeita de querer atuar sobre ele, o mineiro Domingos José de Almeida, que transportou preso para Rio Grande, soltando-o, somente, quando vitoriosa a Revolução, embarcou forçado para o Rio de Janeiro.
Acéfalo o governo, a Câmara Municipal, convocada extraordinariamente por Bento Gonçalves a 21 de setembro, deu posse ao Dr. Marciano Pereira Ribeiro, que era o quarto na ordem geral de precedência dos Vice-Presidentes da Província. Segundo o manifesto de Bento Gonçalves, divulgado a 25 de setembro de 1835, a revolução desejava apenas afastar o Presidente.

## Adesão do interior à causa farroupilha
Em todos os outros lugares a revolução impôs-se, sem resistência, à exceção dos seguintes:
Rio Pardo resistiu até 30 de setembro, sob a liderança do marechal João de Deus Mena Barreto, Visconde de São Gabriel. Capitulou na presença de Bento Gonçalves e com reforços da Guarda Nacional, de Cachoeira e Triunfo.
Em São Gabriel houve resistência até 4 de outubro de 1835, quando o 3° Regimento de Cavalaria de Linha aderiu à revolução, ali liderada pelo tenente-coronel e mais tarde general farrapo João Antônio da Silveira. São Gabriel revolucionária, dissuadiu a reação do Comandante das Armas, seguida do seu internamento no Uruguai, ao ver, em Batoví, o 2° RC de Linha de Bagé aderir à Revolução. Foi substituído na função, pela revolução vitoriosa, pelo coronel Bento Manoel Ribeiro, seu desafeto.
A reação mais forte foi, em Herval, do tenente-coronel João da Silva Tavares, que passou a dominar a área entre o Jaguarão e Pelotas com um grupo de homens de sua família. Lançou-se contra o capitão Domingos Crescêncio de Carvalho, que havia aderido à revolução com o 4° RC de 1ª Linha, de Jaguarão, obrigando-o a emigrar. Mais tarde, em 16 de outubro, o capitão Crescêncio bateu Silva Tavares, no Retiro, no arroio Pelotas, junto a Pelotas atual.
O major Manuel Marques de Souza protegia Pelotas que reagia à revolução por ter sido muito prestigiada pelo presidente Braga, que havia a elevada à cidade. A Marques de Souza, futuro Conde de Porto Alegre, coube a última reação, ao vencer, em 14 de outubro de 1835, na Batalha de Arroio Grande , próximo a Pelotas, o capitão Manuel Antunes de Porciúncula.